# Kurt Frick

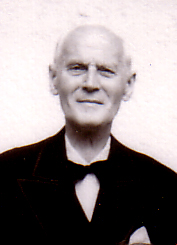
Kurt Frick

Kurt Frick (* 16. November 1884 in Königsberg i. Pr.; † 17. Juli 1963 in Bad Reichenhall) war ein deutscher Architekt und Hochschullehrer. Er gehörte zu den bedeutendsten Architekten in der Provinz Ostpreußen, arbeitete aber zeitweise auch in Dresden und in Bayern.

## Leben
Die Familie Frick hat ihre Wurzeln eigentlich in Ostfriesland, wanderte aber im 17. Jahrhundert nach Ostpreußen aus. Frick stammt aus einfachen Verhältnissen und besuchte in Königsberg die Realschule. Anschließend absolvierte er eine Maurerlehre, die er ebenfalls erfolgreich mit seiner Gesellenprüfung abschloss. Nach seinem Lehrabschluss begann Frick noch im selben Jahr ein Studium an der höheren staatlichen Lehranstalt für Hoch- und Tiefbau in seiner Vaterstadt. Schließlich wurde er in Berlin Schüler des Architekten Hermann Muthesius, der ihn nach allen Kräften förderte.
Seinen Militärdienst verbrachte Frick 1908/1909 als Einjährig-Freiwilliger im Artillerie-Regiment „von Lingger“ in Königsberg. Durch die Fürsprache von Muthesius berief man Frick in die Gartenstadt Hellerau bei Dresden. Hier zeichnete Frick auch verantwortlich für den Stadtteil Dresden-Seidnitz. Ab 1912 war Frick in Dresden als selbstständiger Architekt tätig.
1914 meldete er sich freiwillig zum Militär, wurde aber bereits 1915 mit einem schweren Nervenleiden als dienstunfähig entlassen. Nach dem Krieg ernannte man Frick zum Bezirksarchitekten des staatlichen Bauberatungsamtes Stallupönen-Schirwindt. Als solcher war er maßgeblich am Wiederaufbau der Provinz Ostpreußen beteiligt. Der Schwerpunkt von Fricks Arbeit lag dabei auf der im Krieg vollkommen zerstörten Stadt Schirwindt.
1919 ließ sich Frick in Königsberg als selbstständiger Architekt nieder. 1931 wurde er Mitglied im Kampfbund der deutschen Architekten und Ingenieure, einer Unterabteilung des völkisch gesinnten, antisemitischen Kampfbunds für deutsche Kultur. Diese Verbindungen brachten es wahrscheinlich mit sich, dass er bereits im darauffolgenden Jahr zum Gebietsleiter des KDAI in Ostpreußen berufen wurde. Er trat zum 1. Mai 1933 der NSDAP bei (Mitgliedsnummer 2.306.495).
Nach der „Machtergreifung“ der Nationalsozialisten wurde er im Dezember 1933 Leiter der Landesstelle Ostpreußen der Reichskammer der bildenden Künste. Hier war er für staatliche Bauvorhaben in ganz Ostpreußen zuständig; z. B. für das Rundfunkgebäude in Königsberg. Im Oktober desselben Jahres übernahm Frick die Leitung des Staatlichen Meisterateliers der bildenden Künste an der Kunstakademie Königsberg und wurde zum Professor ernannt.
1943 wurde kriegsbedingt das Meisteratelier geschlossen. Im August 1944, in der Endphase des Zweiten Weltkriegs, nahm ihn Adolf Hitler in die Gottbegnadeten-Liste der wichtigsten Architekten auf, was ihn vor einem Kriegseinsatz bewahren sollte. Im Januar 1945 flüchtete Frick aus seiner Heimat nach Bayern, wo er ab 1946 als Landbaumeister eine Anstellung finden konnte.
Im Alter von 79 Jahren starb Kurt Frick 1963 in Bad Reichenhall.

## Bauten

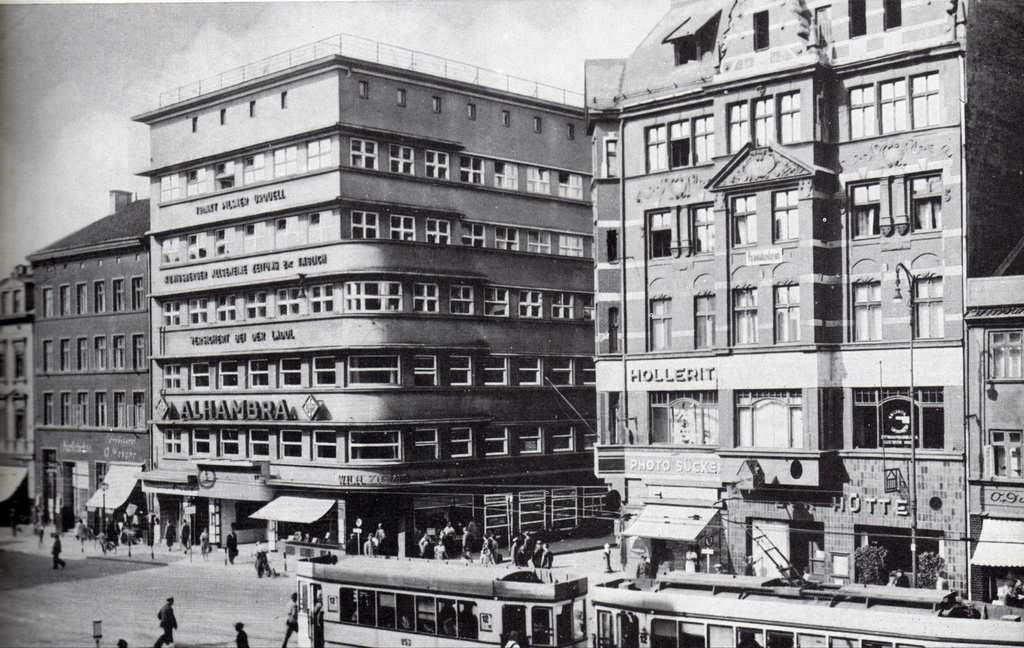
Alhambra in Königsberg

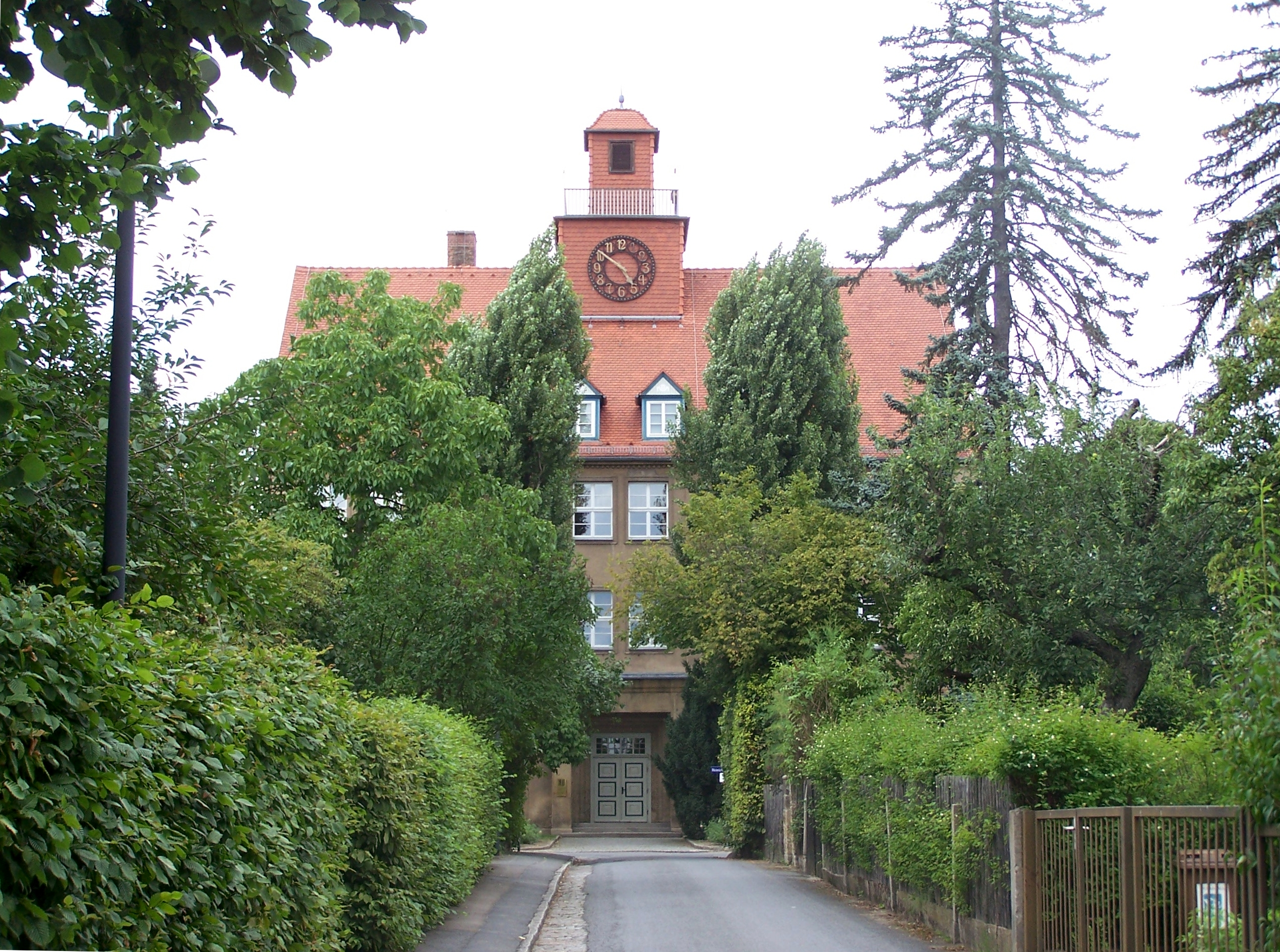
Schule in Dresden-Hellerau

Unvollständige Liste

### Ostpreußen
- Ostpreußenhalle (Königsberg) – KdF-Halle in Königsberg (1938; mit Dipl.-Ing. Heinz Bahr; eine etwa 50 m × 100 m große Holzhalle)
- Christuskirche in Rathshof (1937)
- Schalterhalle der Ostpreußischen Generallandschaftsdirektion
- Landesbank der Provinz Ostpreußen
- Jugendherberge in Marienburg
- Fischersiedlung Neu Wangenkrug bei Neukuhren, 1921–1923[5]
- Fabrikgebäude einer Holzwarenfabrik, Königsberg, 1922
- Landhaus in Königsberg, 1924[6]
- Wohnbebauung, Guttstadt, 1916
- Wohnbebauung, Königsberg (Stadtteil Ponarth), 1916
- Wohnsiedlung, Mohrungen, 1925
- Fabrikanlage der Ostdeutschen Fleischwarenfabrik AG (Oflag) in Hardershof
- Polizeidirektion, Tilsit, um 1929
- Büro- und Geschäftshaus mit Kino „Alhambra“ auf dem Steindamm (Königsberg) (Kino Hans Manteuffel)
- Rathäuser in Labiau und Ortelsburg
- Kreissparkassen in Labiau und Mohrungen
- Schulgebäude in Saalfeld, vermutl. 1927

### Bayern, Niedersachsen, Sachsen
- Wohnbebauung in Seidnitz, Gröba (Riesa), Rüstringen
- Schulen in Hellerau (1913) und Piding

## Ausstellungen
- 2000: Kulturzentrum Ostpreußen (Ellingen)